# 藍柘榴石探案
《藍石榴石探案》，又譯名為「藍色石榴石探案」，柯南·道爾所著的福爾摩斯探案的56個短篇故事之一，收錄於《福爾摩斯辦案記》。

## 故事簡介
門警彼得森深夜撞到一個途人，那途人遺留了一隻鵝及一頂帽子，彼得森將帽子交給福爾摩斯，希望找回物主。後來彼得森更在鵝中找到失竊了的寶石，於是他又向福爾摩斯求助。福爾摩斯登報尋找失主，上門的人顯然不知道寶石的事，於是一直向上找回賣鵝的源頭。最終發現了是酒店的經理偷了下榻在酒店的客人的寶石，然後轉運出去。
1. ↑   （页面存档备份，存于），2011，ISBN 9789866006029 （繁體中文）